# Max Zweig
Max Zweig (22. června 1892 Prostějov – 5. ledna 1992 Jeruzalém) byl rakousko-židovský dramatik.

## Život
Poté, co vystudoval právo, působil jako spisovatel na volné noze ve Vídni a Berlíně. Když se národní socialisté dostali k moci, musel se  z Německa vrátit do Prostějova. Tam se usadil v domě své rodiny roku 1934, než o čtyři roky později nedobrovolně uprchl do Tel Avivu. Hebrejsky se nikdy nenaučil, bál se, že by to mohlo negativně ovlivnit jeho německý písemný projev.
Max Zweig byl bratrancem Stefana Zweiga.

## Dílo

### Dramata
- Ragen, 1925
- Die Marranen (Marani), 1938
- Die deutsche Bartholomäusnacht (Německá Bartolomějská noc), 1940
- Lilith, 1942
- Tolstois Gefangenschaft und Flucht (Tolstého zajetí a útěk), 1946
- Ghetto Warschau (Ghetto Varšava), 1947
- König Saul (Král Saul), 1951
- Die Verdammten (Zavrženci), 1952
- Aufruhr des Herzens (Vzpoura srdce), 1956
- Das Wunder des Hilarius (Hilariův zázrak), 1960
- Die Entscheidung Lorenzo Morenos (Rozhodnutí Lorenze Morena), 1965
- Davidia, 1972

## Autobiografie
- Lebenserinnerungen. 1987 Bleicher (česky: Vzpomínky. Olomouc 2004. ISBN 80-244-0910-0.)